# Ordre séculier
Un ordre séculier regroupe les clercs, le clergé, qui étymologiquement vivent « dans le siècle », c'est-à-dire au sein des fidèles, au service des fidèles. Les clercs séculiers, prêtres, reçoivent le sacrement de l'ordre lors de l'ordination.

## Dans l'Église catholique

### Composition
L'ordre séculier est composé de prêtres organisés de façon hiérarchique :
- le vicaire, assistant le curé dans une paroisse. Il est habituellement choisi par le curé, son choix devant être approuvé par l'évêque ;
- le curé, « chargé des âmes » de sa paroisse, il est nommé par l'évêque, dont il est le représentant et le délégué dans la paroisse. Il y donne tous les sacrements de l'église à l'ensemble des fidèles qui le souhaitent ;
- l'archiprêtre, titre honorifique attribué à un prêtre qui a la responsabilité d'un ensemble de paroisses ou d'une église importante, église cathédrale ou église basilique ;
- l'évêque, responsable de son diocèse au siège de l'église cathédrale, il est nommé par le pape et comme successeur des apôtres, il est Docteur de la foi ;
- l'archevêque, il bénéficie d'une primauté d'honneur sur les évêques de sa province ecclésiastique qui regroupe plusieurs diocèses ;
- le cardinal, nommé par le pape pour l'aider dans la gestion de l'Église au sein du Sacré collège ;
- le pape, élu par les cardinaux réunis en conclave, il est l'évêque de Rome, chef de l'Église catholique romaine et chef temporel de l'État du Vatican.